# Ольга Менчик
Ольга Францівна Менчик (Рабері) (рос. Ольга Францевна Менчик, чеськ. Olga Menčíková, англ. Olga Menchik Rubery; нар. 16 лютого 1908, Москва — пом. 27 червня 1944, Лондон) — російська, чехословацька та англійська шахістка. Як представниця Чехословаччини брала участь у чемпіонатах світу серед жінок: 1935 — 4-е місце серед 10 учасниць; 1937 — 17-20-е місця серед 26 учасниць. Молодша сестра шахістки Вери Менчик.

## Життєпис

### Ранні роки
Народилася в Москві 1908 року. Батько, Франц Менчик — чех; мати, Ольга Іллінґворт — англійка. Старша сестра Вера в майбутньому теж стане відомою шахісткою — першою чемпіонкою світу з шахів.
Восени 1921 року сім'я Менчик переїхала до Англії, до містечка Гастінгс, що було всесвітньовідоме своїм шаховим клубом і щорічними міжнародними турнірами.
У чемпіонатах Англії серед дівчат до 21 року: 1926 — 3-є місце серед 5 учасниць (перемогла Вера Менчик), 1927 — 2-е місце серед 6 учасниць (перемогла Вера Менчик).
Як представниця Чехословаччини брала участь у чемпіонатах світу серед жінок: 1935 — 4-е місце серед 10 учасниць; 1937 — 17-20-е місця серед 26 учасниць.
Після виходу заміж носила прізвище Рабері (Rubery).
У ніч на 27 червня 1944 року в будинок сім'ї Менчик, що знаходився в Лондоні, влучила бомба. Загинули також її мати і старша сестра, чемпіонка світу Вера Менчик.